# Plecha porostów

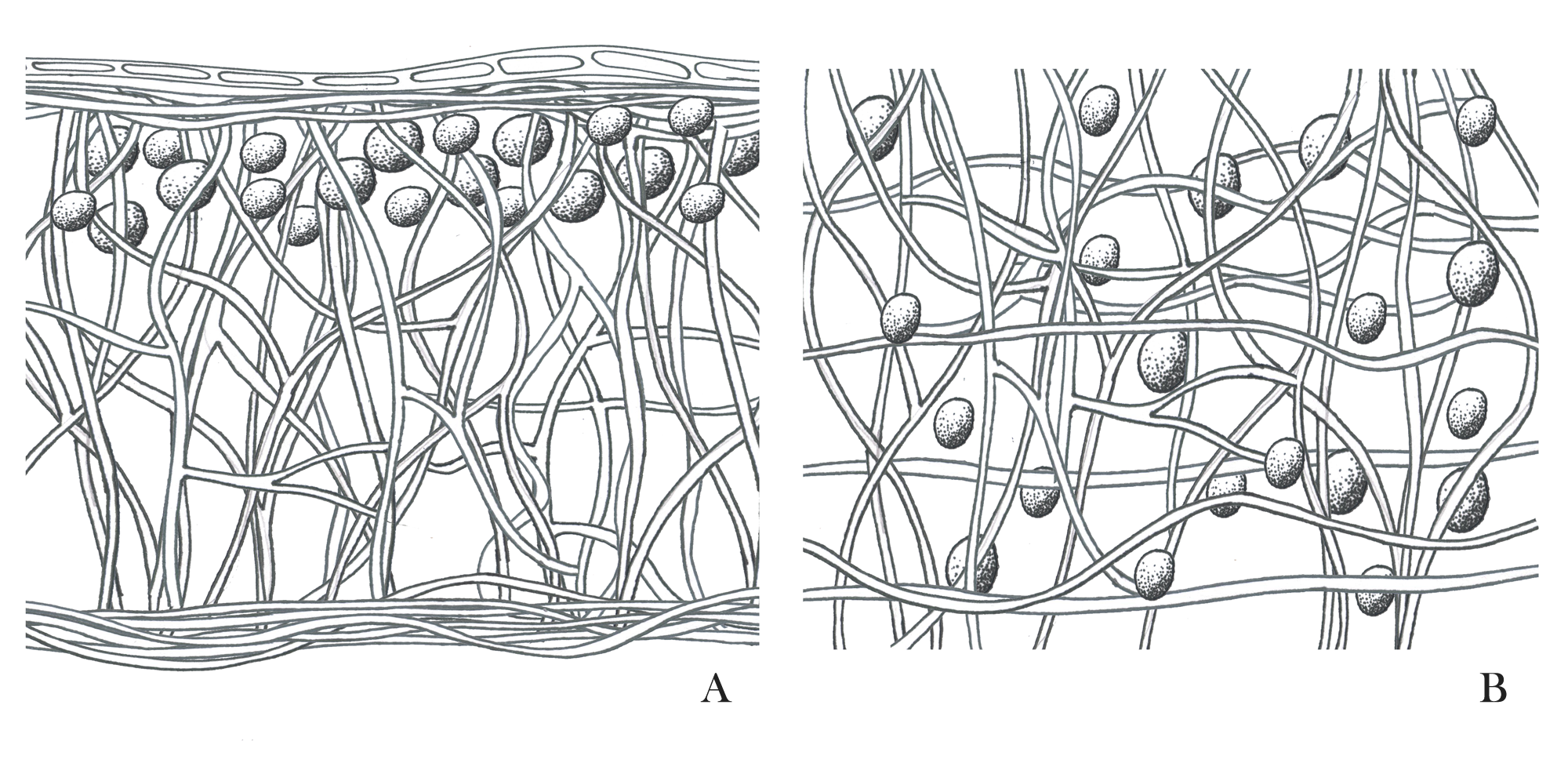
Plecha heteromeryczna (A) i homeomeryczna (B)

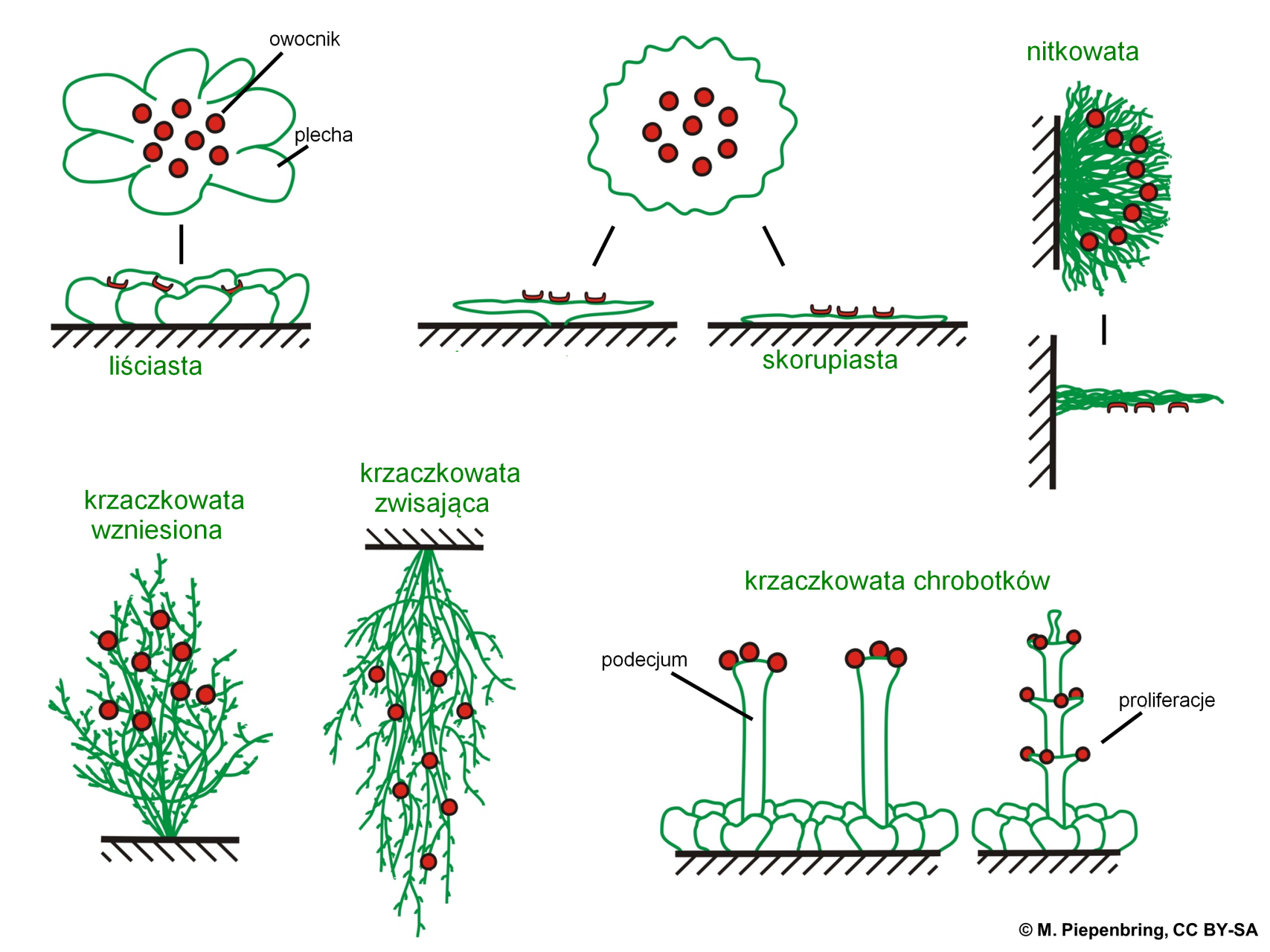
Rodzaje plech porostów

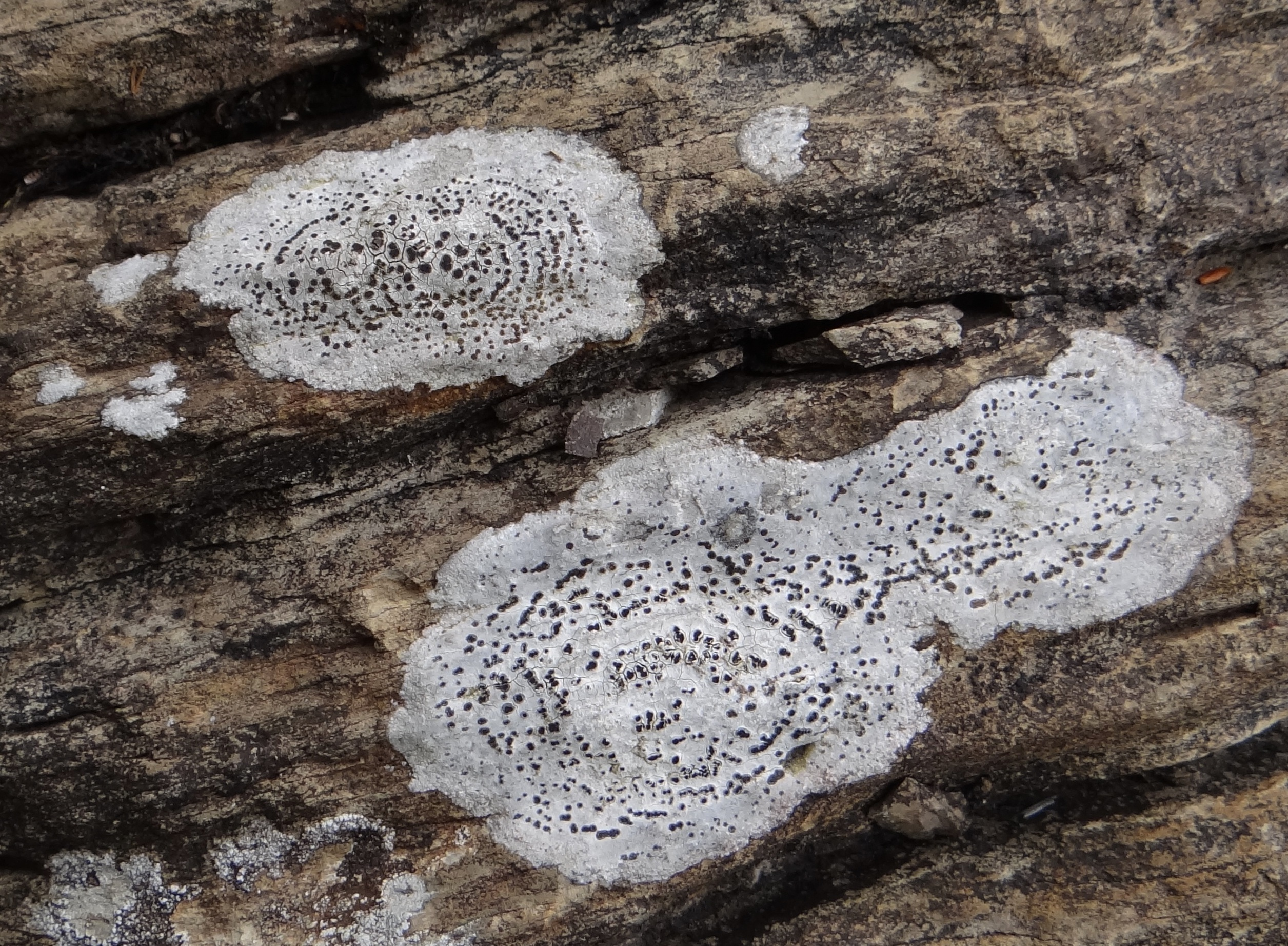
Plecha skorupiasta (wzorzec pstry)

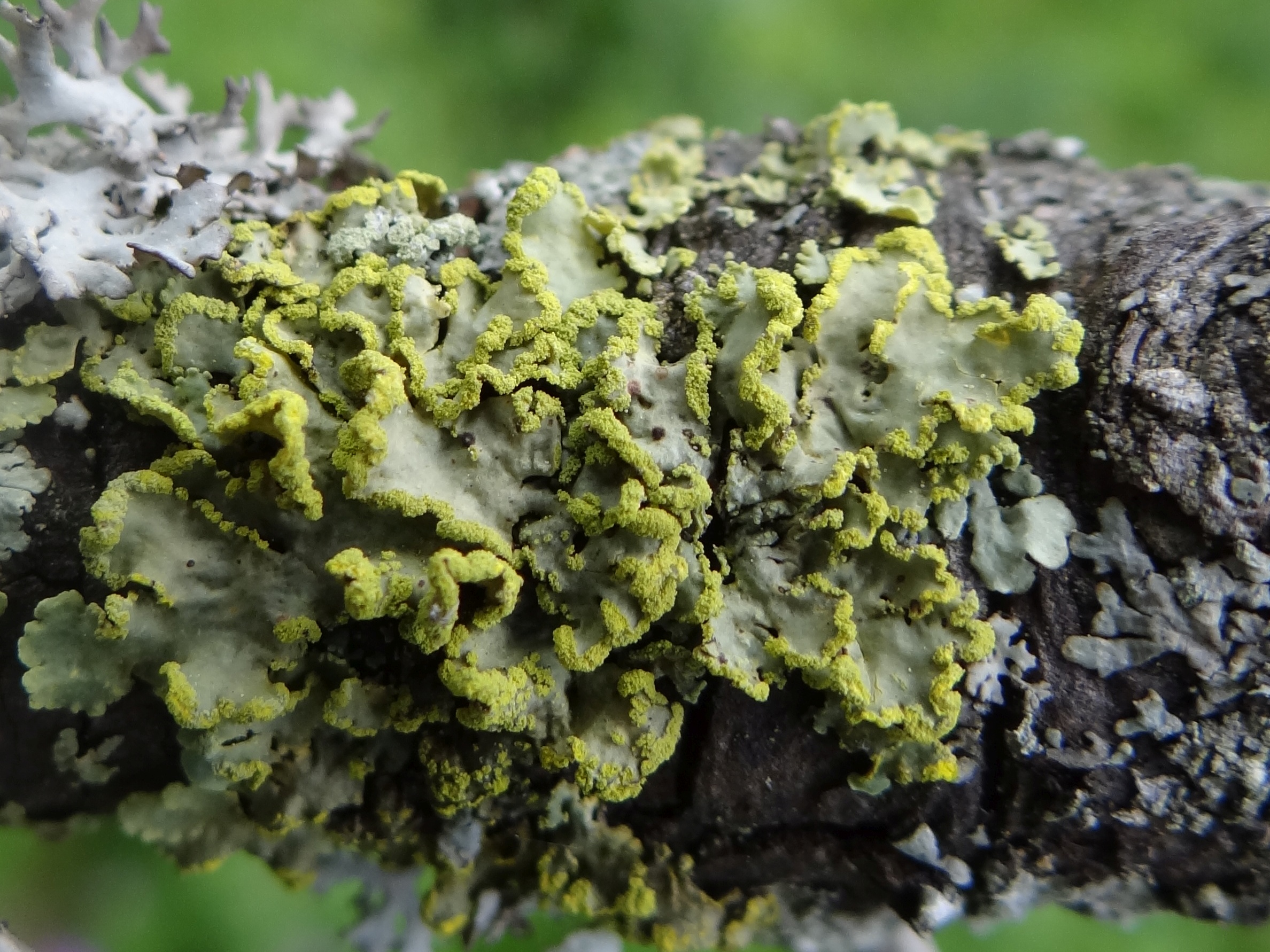
Plecha listkowata (złotlinka jaskrawa)

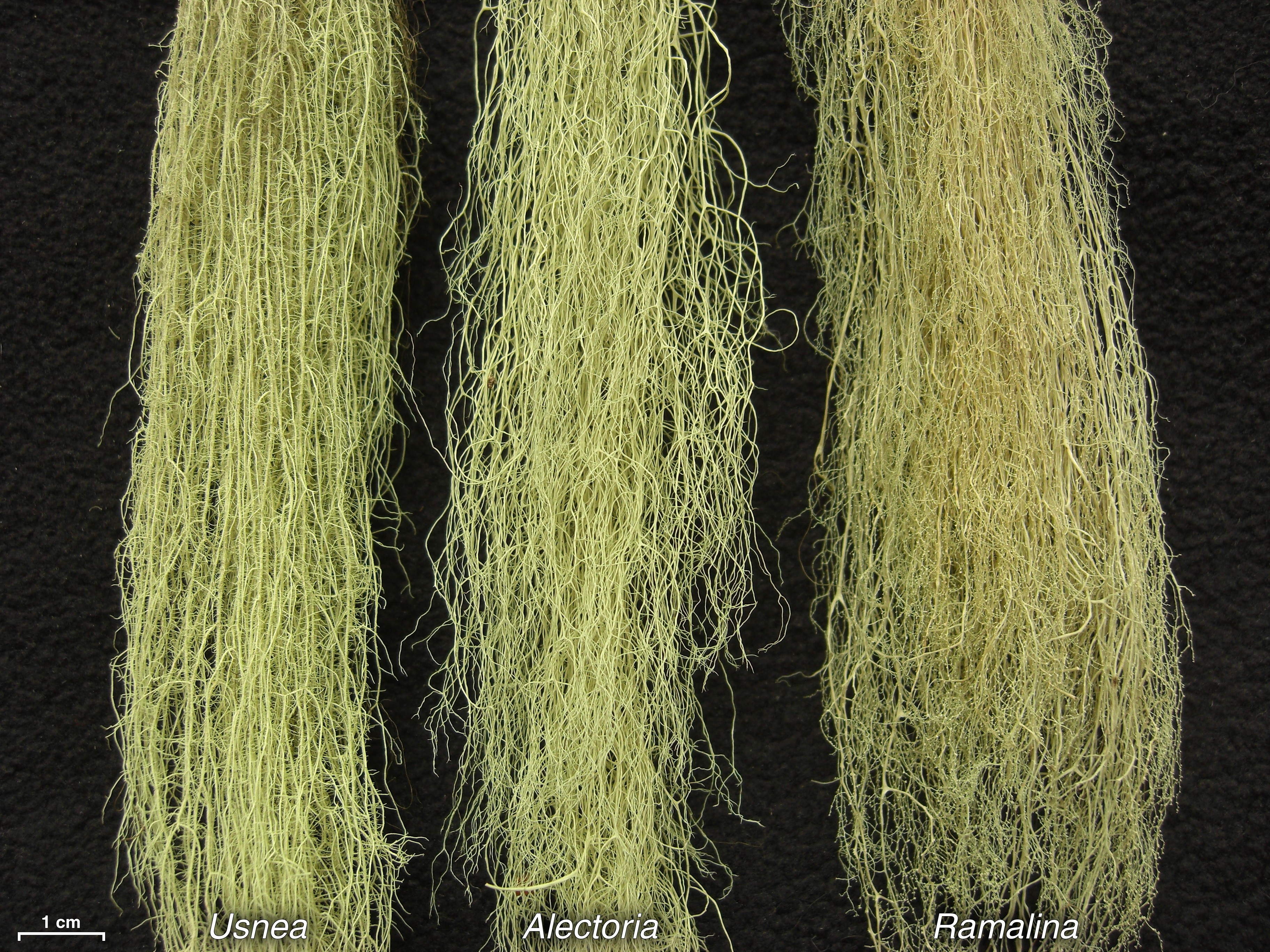
Plecha nitkowata (żyłecznik zwisający)

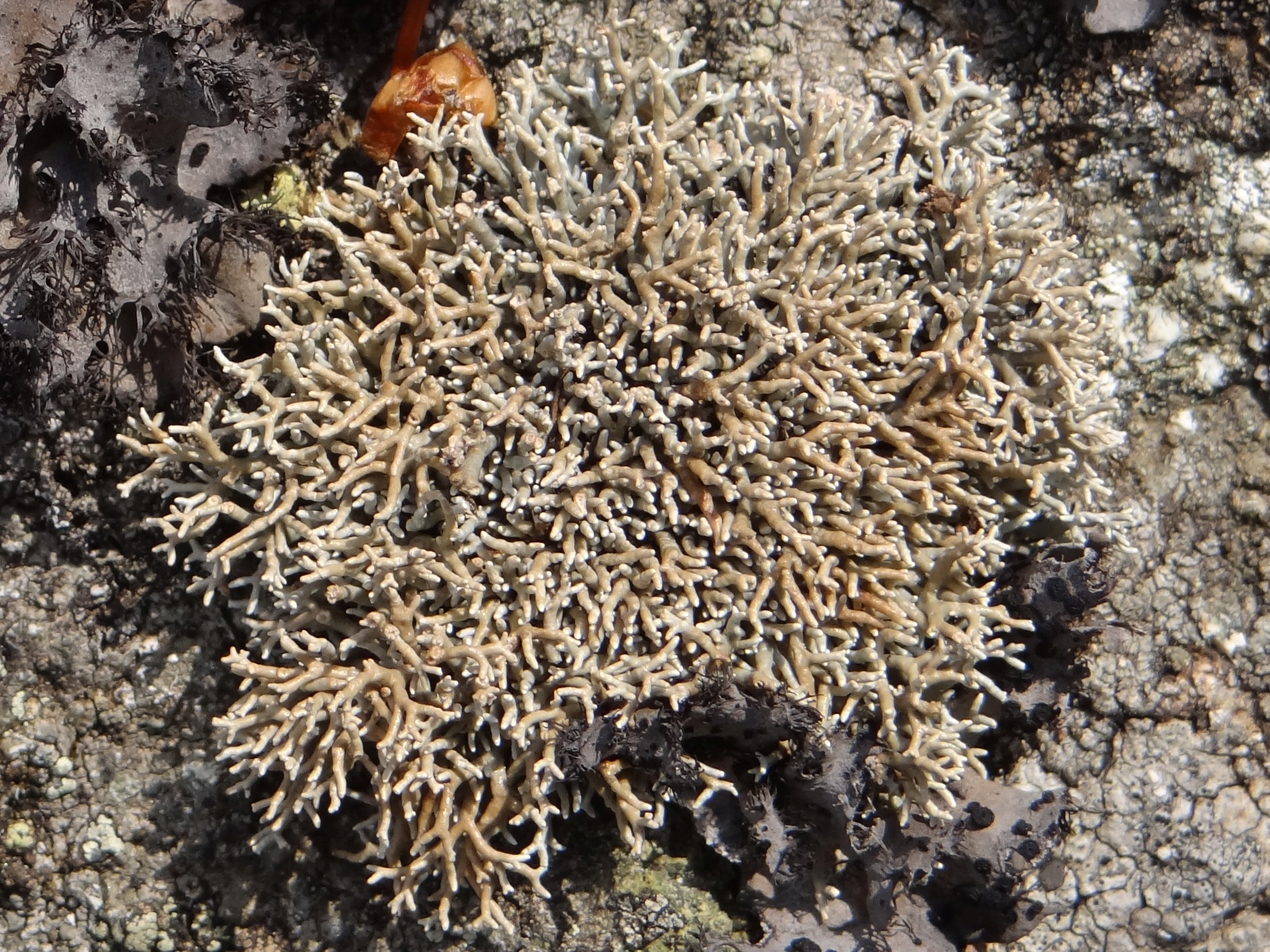
Plecha krzaczkowata (widlina krucha)

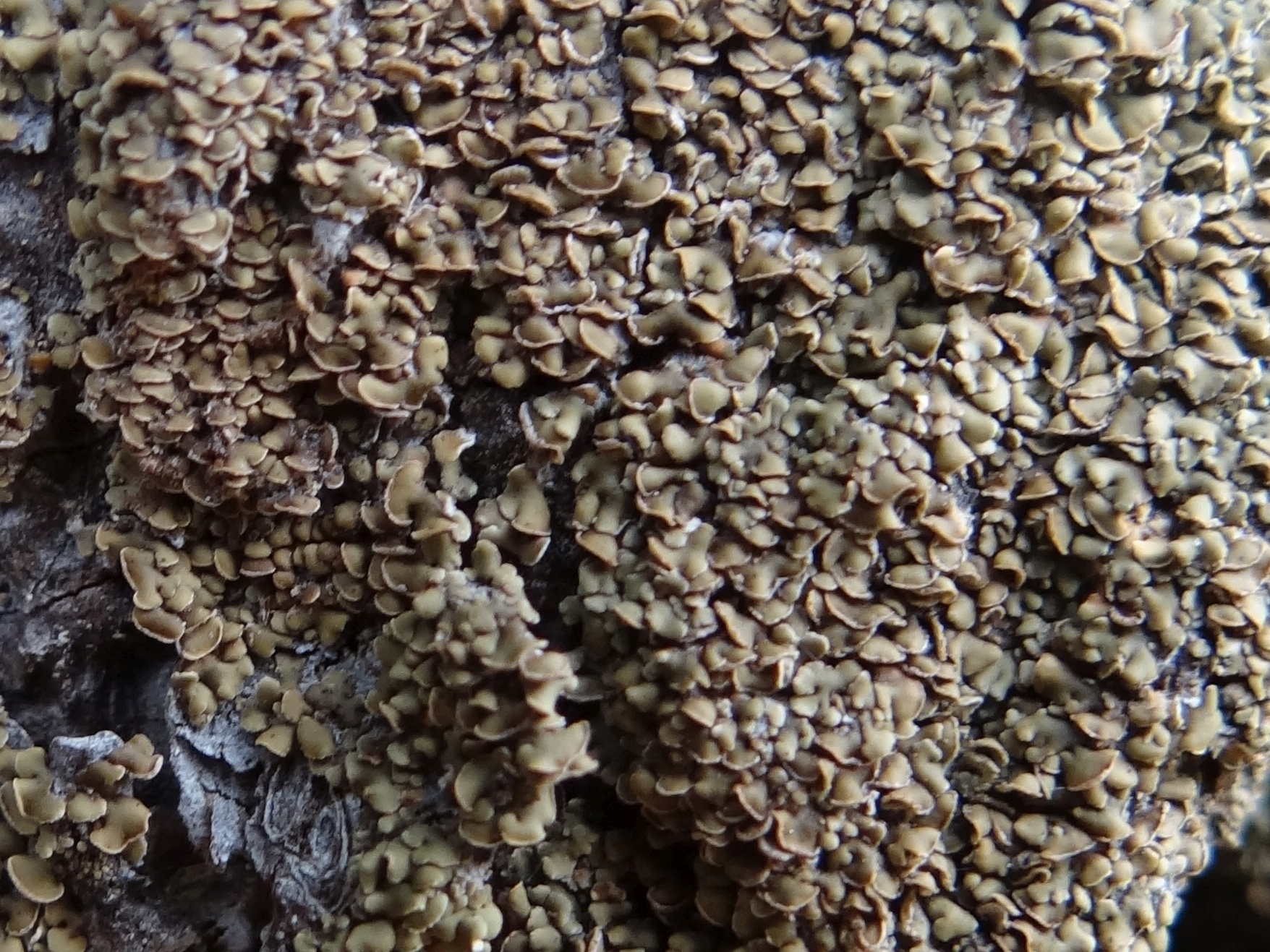
Plecha łuseczkowata (paznokietnik ostrygowy)

Plecha porostów – plecha budująca ciało porostów (Lichens). Zawsze składa się z dwóch komponentów
- grzyba będącego mykobiontem
- glona będącego fotobiontem[1].

W zależności od stopnia zróżnicowania plechy wyróżnia się dwa jej rodzaje:
- plecha homeomeryczna, w której strzępki grzyba i komórki glona rozmieszczone są mniej więcej równomiernie
- plecha heteromeryczna o budowie warstwowanej[1].

Większość porostów ma plechę heteromeryczną. W dobrze rozwiniętej plesze tego typu wyróżnia się następujące warstwy:
- kora górna złożona ze zwartych strzępek grzyba,
- warstwa glonowa składająca się z komórek glona poprzeplatanych strzępkami grzyba
- warstwa miąższowa zbudowana z luźnych strzępek grzyba,
- kora dolna ze zwartych strzępek grzyba z chwytnikami[1].

W zależności od budowy wyróżnia się następujące główne typy plechy porostów:
- skorupiasta – płaska i całą dolną powierzchnią ściśle przylegająca do podłoża, np. skały, muru lub kory drzewa, czasami wrastająca w nie. Plechy tego typu mają grubość od 0,1 do 3–4 mm;
- listkowata – złożona z odcinków płaskich, które mogą być wcinane, karbowane, podzielone na odcinki drugiego czy trzeciego rzędu, może być przylegająca do podłoża lub od niego częściowo odstająca. Do podłoża przyrasta uczepem, chwytnikami lub fragmentami dolnej kory. Może mieć kształt regularny (plecha rozetkowata) lub nieregularny;
- łuseczkowata – złożona z łuseczek. Mogą mieć wielkość od bardzo drobnych do kilku mm, kształt wklęsły, płaski lub wypukły, przechodzący w brodawki lub buławki, mogą występować w rozproszeniu, w skupiskach, mogą zachodzić na siebie. Istnieją przejściowe formy skorupiasto-łuseczkowate;
- nitkowata – zbudowana z cienkich, długich nitek. Mogą być zwisająca (częściej), lub wzniesiona (rzadko). Jej odmianą jest plecha pilśniowata;
- krzaczkowata – porozgałęziana. Może być wzniesiona lub zwisająca. Składa się z obłych lub spłaszczonych odcinków rozgałęziających się pojedynczo, lub wielokrotnie. Zwykle krzaczkowate plechy rosną gęsto obok siebie tworząc kępki lub murawki[1][2].

Wśród tych grup plech wyróżnia się jeszcze wiele innych typów:
- plecha areolkowata – skorupiasta, lub łuseczkowato-skorupiasta, zbudowana z areolek, np. u dziwlika miedzianego (Miriquidica garovaglii)
- plecha brodata – złożona z luźno zwisających nitek, zwykle obłych, rzadziej spłaszczonych, np. u Usnea, Alectoria, Evernia
- plecha brodawkowata – skorupiasta, złożona z różnej wielkości fragmentów o kształcie od wypukłego do półkulistego
- plecha buławkowata – skorupiasta, lub łuseczkowato skorupiasta, o rosnących do góry areolkach lub łuseczkach dołem wciętych, górą rozszerzonych
- plecha galaretowata – zawierająca sinice z galaretowatymi osłonkami. W stanie wilgotnym jest galaretowata
- plecha izydiowa – gęsto pokryta izydiami, lub złożona niemal z samych izydiów
- plecha jednolistkowa – listkowata, jednoczęściowa. Może być kolista lub nieregularna, mniej lub silniej wcinana lub karbowana. Zwykle do podłoża przyrasta uczepem, rzadziej chwytnikami lub fałdami dolnej kory
- plecha jednolita – skorupiasta, ciągła, bez areolek i nie popękana, lub tylko miejscami
- plecha pilśniowata – nitkowata, złożona z bardzo cienkich niteczek (grubość 10-30 µm) złożonych z glonów Trentepohlia lun Scytonema oplecionych strzępkami grzybów
- plecha promienista – o symetrycznej budowie, złożona z podobnych promieniście ułożonych, obłych lub spłaszczonych gałązek lub odcinków
- plecha proszkowata – skorupiasta, bardzo cienka, np. u Lepraria (liszajec)
- plecha rozetkowata – listkowata, niemal kolista i podzielona na odcinki, lub w środkowej części skorupiasta, na zewnątrz listkowata
- plecha sorediowa – od początku złożona z samych urwistków (sorediów), stopniowo rozpadająca się na soredia, lub powstająca w wyniku połączenia się sorediów
- plecha wewnętrzna – skorupiasta, w całości tworząca się wewnątrz podłoża, np. w litej skale wapiennej, korze lub drewnie
- plecha wielolistkowa – złożona z wielu listkowatych odcinków
- plecha zewnętrzna – skorupiasta, rozwijająca się całkowicie na powierzchni podłoża, lub co najwyżej wrastająca w nie podpleszem[2][1].

W zależności od miejsca występowania wyróżnia się następujące rodzaje plechy:
- plecha endofloedyczna – skorupiasta rozwijająca się wewnątrz kory drzew i przerastająca jej zewnętrzną warstwę
- plecha endolityczna – skorupiasta, rozwijająca się wewnątrz skał. Czasami wrasta nawet na 2–3 cm w głąb skały. Zwykle występują w niej kuliste lub gruszkowate tzw. makrosferoity wypełnione substancjami tłuszczowymi
- plecha epibriofityczna – skorupiasta na obumierających mchach, wątrobowcach i martwych resztkach roślin kwiatowych
- plecha epifloedyczna – skorupiasta na zewnętrznej korze korzeni
- plecha epiksyliczna – skorupiasta na martwym lub próchniejącym drewnie
- plecha epilityczna – skorupiasta na zewnętrznej powierzchni skał[2].

U gatunków rodzaju Cladonia (chrobotek) wyróżnia się dwa rodzaje plechy
- plecha pierwotna, listkowata lub skorupiasta
- plecha wtórna, krzaczkowata, złożona z podecjów z owocnikami. Podecja te mogą być pojedyncze, lub rozgałęzione, a rozgałęzienia nazywa się proliferacjami[1].

Powierzchnia plechy może być gładka, proszkowata, ziarenkowata, brodawkowata lub areolkowata.